# Арсеније Цариградски
Арсеније Цариградски (око 1200 — 1273) је Цариградски патријарх, који је живео средином 13. века.
Рођен је у Цариграду око 1200. године, Школовао се у Никеји, у манастиру где је касније постао игуман. Потом се предао усамљеничком животу и подвигу у једном манастиру у Витини.
Из усамљености га је позвао цар Теодор II на место патријарха Цариграда 1255. године. После смрти цара, могуће је да је он делио старатељство над сином Јованом IV са Георгијем Мусалоном: док каснији историчари Никифор Григора и Макарије Мелисенс тврде да је патријарх био старатељ, савремени историчари Георгије Пахимер и Акроиполит именују само Мусалона. Међутим, неколико дана након Теодорове смрти, Михаило VIII је убио Георгија Мусалона, Арсеније је председавао аристократским саветом и именовао Михаила VIII за дечаковог регента. Арсеније је такође извршио двоструко крунисање Михаила VIII и Јована IV јануара 1259. године.
У периоду између Мусалонове смрти и двоструког крунисања, Арсеније је радио на заштити права младог цара Јована IV, у једном тренутку је тражио да Јован IV и Михаило VIII размене међусобне заклетве лојалности. Такође се залагао за двоструко крунисање да би Јован IV био први крунисан, нешто што је Михаило VIII видео као озбиљну препреку за своју узурпацију престола. Извршен је притисак на патријарха да дозволи самостално крунисање Палеолога, чак је и млади цар био под утицајем претњи. Патријарх није наишао на подршку окупљених епископа, осим двојице прелата, који су сви сматрали да је Палеолога требало прво крунисати. Арсеније је на крају пристао да прво крунише Михаила и његову жену, док је Јован добио само посебну круну.
После церемоније, Арсеније се склонио у пасхајски манастир, одрекавши се титуле, али не и дужности. На његово место устоличен је Никифор II. Михаило VIII ослободио је Цариград од Латинског царства, што је Арсенија навело да поврати титулу васељенског патријарха, али је убрзо навукао Арсенијев гнев јер је наредио да се ослепи млади принц Јован IV. Арсеније је отишао толико далеко да је екскомуницирао цара Михаила VIII, након што је претњом апелацијом папи покушао да застраши патријарха да повуче екскомуникацију, Михаило је сазвао синод, екскомуницирао Арсенија и крајем маја 1265. године послао га на прогон. Тамо је и умро неколико година касније (према Фабрицију 1264. а према другима 1273.).
Током овог периода, Арсеније је одбио да уклони екскомуникацију цара Михаила након његове смрти, када је нови патријарх Јосиф I уклонио екскомуникацију, настао је спор између „Арсенита“ и „Јосефиста“ „Арсенијева шизма“ је трајала до 1315. године , када је патријарх Нифон I прогласио измирење. 
За Арсенија се каже да је приредио одлуке сабора и дела отаца, збирку светих закона под насловом Синопсис Цанонум. Неки кажу да је Синопсис Цанонум дело другог Арсенија, светогорског монаха, све зависи од тога да ли је патријарх Арсеније био или није светогорски монах.